# Péndulo (instrumento de tortura)

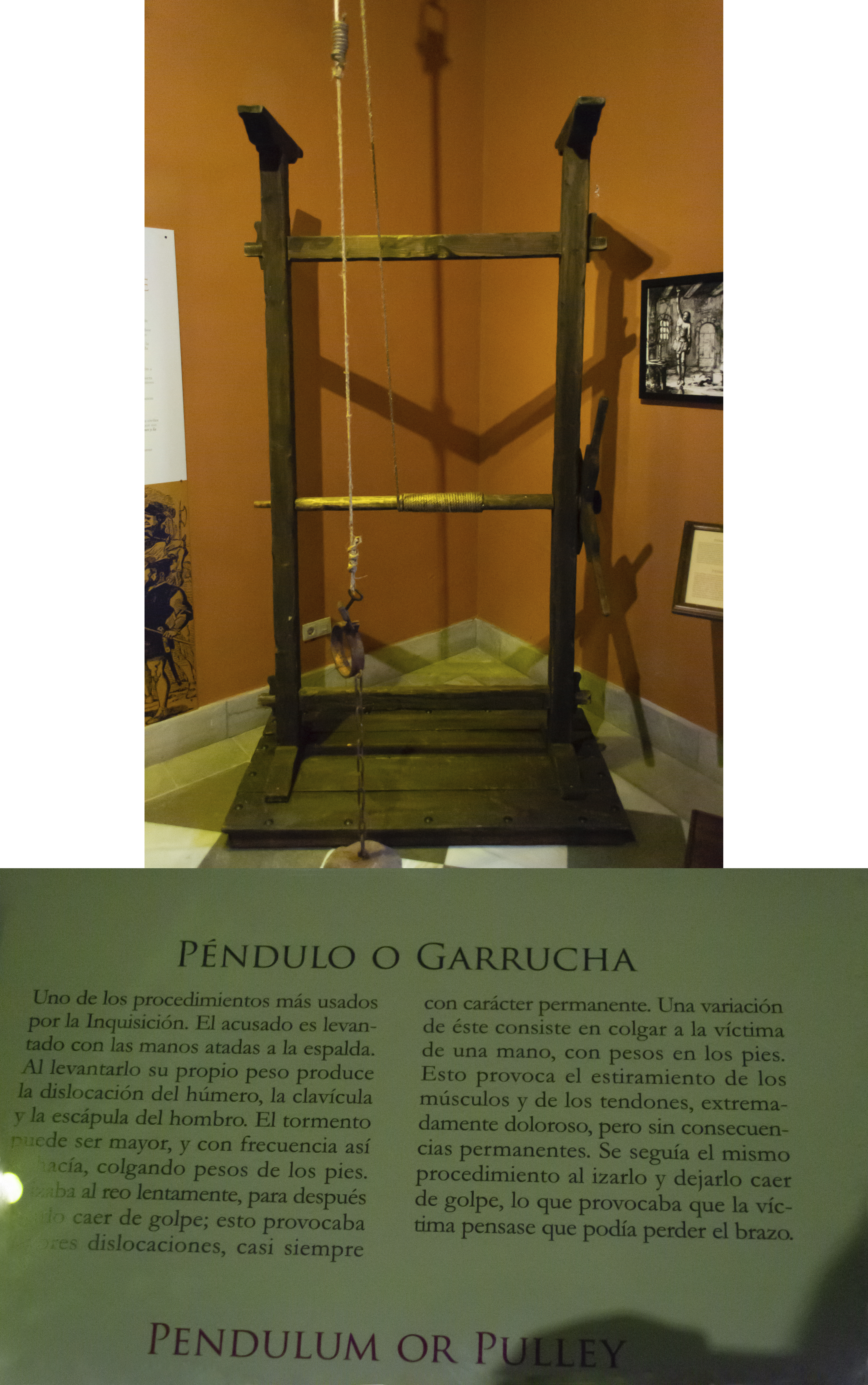
Péndulo expuesto en el Palacio de los Olvidados de Granada.

La tortura del péndulo consiste en la dislocación de los hombros mediante la rotación violenta de los brazos hacia atrás y arriba.
Utilizado en ocasiones únicamente como una preparación de la víctima para posteriores tormentos, el suplicio del péndulo es barato y eficiente porque no necesita equipos complicados: se cuelga a la víctima por las manos, que han sido atadas a su espalda. Inmediatamente, los húmeros se desarticulan junto con la escápula y la clavícula. Tal dislocación produce horribles deformaciones, a menudo permanentes. La agonía se podía estimular mediante pesas agregadas progresivamente a los pies, hasta que al fin el esqueleto se desmembraba. Al final la víctima moría paralizada.
- Datos: Q1393596